# Уренгой – Сургут
Уренгой – Сургут – елемент трубопровідної інфраструктури надпотужного центру газовидобутку на півночі Тюменської області Росії. 
В 1985-му на півночі Тюменської області почав роботу Новоуренгойський завод підготовки конденсату до транспортування (Новоуренгойський ЗПКТ), подальшу переробку продукції якого мав здійснювати Сургутський завод стабілізації конденсату. Для транспортування між ними ресурсу спорудили трубопровід довжиною 703 км та діаметром 720 мм. В подальшому з урахуванням збільшення потужності Новоуренгойського ЗПКТ почали прокладання другої нитки, при цьому станом на другу половину 2000-х було споруджено 442 км траси.  
Проектна річна пропускна здатність кожної нитки конденсатопроводу 6,8 млн тон, разом 13,6 млн тон (станом на другу половину 2000-х фактична пропускна здатність з урахуванням незавершеності проекту – 9,5 млн тон). Перекачування забезпечує головна насосна станція на Уренгої, при цьому початковий робочий тиск становить 5,5 МПа, а на вході до Сургутського заводу цей показник падає до 0,9 МПа.
До трубопроводу також були виведені перемички для подачі:
- нафти Уренгойського родовища;
- конденсату та нафти Східно-Таркосалинського родовища (в подальшому переключене на поставки до Пуровського заводу з переробки конденсату);
- нафтоконденсатної суміші Західно-Таркосалинського родовища, яке підключене на 171 км траси;
- фракції С3+ (у російській термінології відома як широка фракція легких вуглеводнів, ШФЛУ) з Муравленківського ГПЗ, що підключений на 384 км траси (в подальшому переведений на використання спеціалізованого продуктопроводу Губкінський ГПЗ – Муравленківський ГПЗ – Ноябрьськ).